# اف‌وی تایم بندیت
اف‌وی تایم بندیت (به انگلیسی: FV Time Bandit) یک کشتی است که طول آن ۱۱۳ فوت (۳۴ متر) می‌باشد. این کشتی  در سال ۱۹۹۱ ساخته شد.